# 탁발수도회
탁발수도회(托鉢修道會)는 로마 가톨릭 교회의 수도회의 형태 중 하나이며, 수도회 회칙에 따라 사유 재산을 인정하지 않는 수도회를 말한다. 그 소속된 일원을 탁발수도사라고 한다. 도미니코회, 프란치스코회, 성 아우구스티노 수도회, 가르멜회가 4대 탁발수도회이고, 보다 소규모 탁발수도회들도 있다.
중세 중기, 장원 영주된 기존 수도회의 부패에 대한 반성으로 생겨났다. 원래는 수도원이 속한 교구에서 수도사가 탁발로 생활하고 옷 이외에는 일체의 재산을 갖지 않았다. 설립 초기에는 수도회 자체도 일체의 재산을 보유하지 않았지만 수도회 자체 보유 규정은 나중에 완화되었다.
기존의 교회와 수도회에 대한 엄격한 비판으로 기존의 성직자와 격렬한 충돌을 일으키는 경우도 있었다. 그러나 프란치스코회, 도미니코회 모두 교황으로부터 인정 받고 특히 도미니코는 이단 토벌의 앞잡이가 되는 등 교황을 중심으로 한 계층 구조에서 점차 통합되어 갔다.